# BeWelcome
BeWelcome ist ein Gastgeberdienst und wird von einer Non-Profit-Organisation betrieben. Er ist laut der argentinischen Tageszeitung La Nación einer der vier meistbesuchten Gastgeberdienste und laut The Guardian einer der zehn größten Gastgeberdienste im Internet. Im Mai 2017 umfasste die Webseite mehr als 100.000 Mitglieder in über 150 Ländern aus aller Welt.

## Geschichte
Die Webseite wurde im Februar 2007 von freiwilligen Helfern einer anderen Gastgeberdienst-Seite (Hospitality Club) gegründet. Grund für die Neugründung waren unterschiedliche Ansichten über den rechtlichen Status der Gemeinnützigkeit und Unstimmigkeiten bezüglich des Designs.

## Mitgliedschaft und Funktionen
Den Kern des Angebotes bildet der Austausch von Gastfreundschaft. Ein Mitglied kann nach Belieben einen Schlafplatz anbieten – dies ist nicht zwingend erforderlich, doch wird natürlich jeder Registrierte dazu ermutigt; ein Reisender kann als Gast eine Unterkunft suchen oder erfragen. Dabei kann neben einer Suche auf Länderlisten auch auf eine Kartensuche zurückgegriffen werden. Die Mitgliedschaft ist kostenlos und es werden keine weiteren kostenpflichtigen Zusatzdienste angeboten. Die Seite finanziert sich ausschließlich aus Spenden.
Die Teilnehmer bieten kostenfreie Unterkünfte oder unterstützen Reisende auf ihrem Weg durch einen Service vor Ort. Es ist der erste Gastgeberdienst, der eine durch und durch mehrsprachige Umgebung mit mehrsprachigen Profilen unterstützt. Die Software hinter dem Projekt, die BW-rox-Plattform, ist frei (GPL).

## Organisation
BeWelcome wird ausschließlich von Freiwilligen verwaltet, dabei erfolgt die Arbeit entweder in Gruppen oder auf BeVolunteer. Diese Organisation hinter BeWelcome ist eine im französischen Rennes eingetragene Non-Profit-Organisation. Bei der Ausgestaltung des Dienstes haben die Nutzer aktive Mitbestimmungsmöglichkeiten; dementsprechend sind die Nutzerdaten gut geschützt.

## Gastfreundschaftsanfragen
BeWelcome gewährt vertrauenswürdigen Wissenschaftlerteams Zugang zu seinen anonymisierten Daten, um Erkenntnisse zum Nutzen der Menschheit zu ermöglichen. Im Jahr 2015 ergab eine Analyse von 97.915 Gastfreundschaftsanfragen von BeWelcome und 285.444 Gastfreundschaftsanfragen von Warm Showers allgemeine Regelmäßigkeit – je weniger Zeit für das Schreiben einer Gastfreundschaftsanfrage aufgewendet wird, desto geringer ist die Erfolgswahrscheinlichkeit. Da beide Netzwerke durch Altruismus geprägt sind, sendet die Kommunikation mit geringem Aufwand, auch als "Copy and Paste Requests" bezeichnet, offensichtlich das falsche Signal.